# Liste des seigneurs de Morbecque
Les seigneurs de Morbecque sont issus des châtelains de Saint-Omer. Ils s'éteignent dans la famille de Montmorency et leur transmettent leurs biens par héritage, donnant naissance à la branche de Montmorency-Robech (« Robecque ou Robecq »). Celle-ci est restée au service de l'Espagne jusqu'à la capitulation de Saint-Omer en 1677.
- En 1418, Thierry de Moerbeck est gouverneur du château de la Motte-au Bois.

- En 1484, Indoque de Saint-Omer, seigneur de Moerbeck, conseiller et chambellan du duc de Bourgogne, occupe la même fonction.

- En 1581, Jean de Saint-Omer, seigneur de Moerbeck, vicomte d'Aire, l'est à son tour[1].

- Robert de Saint-Omer († 1617), 1er comte de Morbecque (8 février 1614),  vicomte d'Aire, baron de Robecq, seigneur de Dranouter, Runeschuere, la Bourre, Souverain-Moulin, Saint-Quentin et autres lieux[2], épouse Anne de Croÿ, mariage sans postérité. Le comté passe au fils de sa cousine germaine, Jeanne de Saint-Omer.
- François de Montmorency (?-1617) comte puis marquis de Morbecque, fils aîné de Louis de Montmorency et de Jeanne de Saint-Omer-Morbecque
- Jean II de Montmorency-Robech (?-1631), prince de Robech, marquis de Morbecque, frère de François de Montmorency. Épouse Madeleine de Lens, d'où :
  - François Philippe de Montmorency (?-1633)
  - Eugène de Montmorency-Robech (1615-1683) baron de Wastines, prince de Robech, marquis de Morbecque. Épouse Marguerite-Alexandrine d'Aremberg, d'où :
    - Philippe Marie de Montmorency (?-1691) baron de Wastines, prince de Robech, marquis de Morbecque. Épouse Marie-Philippa de Croÿ, d'où :
      - Charles de Montmorency, prince de Robecq (?-1716)
      - Anne Auguste de Montmorency (?-1745), prince de Robecq. Épouse Catherine-Félicité du Bellay, d'où :
        - Anne Louis Alexandre de Montmorency, 7e prince de Robech, (1724-1812). Épouse (1) Anne-Maurice de Montmorency-Luxembourg et (2) Émilie-Alexandrine de La Rochefoucauld. Sans postérité.